# Dong'e
Dong'e, tidigare romaniserat Tunga, är ett härad som lyder under Liaochengs stad på prefekturnivå i Shandong-provinsen i norra Kina. Det ligger  omkring 74 kilometer sydväst om provinshuvudstaden Jinan. 

## Källa
1. ↑  ”worldpostmarks.net”. Arkiverad från originalet den 2 januari 2015. https://web.archive.org/web/20150102101710/http://worldpostmarks.net/HTML%20Countries/china.htm. Läst 22 juli 2015.